# Aegilops triuncialis
La cerere allungata (Aegilops triuncialis L., 1753) è pianta angiosperma monocotiledone appartenente alla famiglia delle Poacee (o Gramineae, nom. cons.).

## Etimologia
In nome generico (Aegilops) deriva da una parola greca (aegiles) il cui significato è: "preferito dalle capre"; ed è stato dato a causa della sua presunta somiglianza con gli aegiles, una pianta la cui identità è incerta (era inoltre un'erba amata dalle capre). L'epiteto specifico (triuncialis = tre uncini) è relativo alle glume o ai lemmi a tre apici.
Il nome scientifico della specie è stato definito da Linneo (1707 – 1778), biologo svedese considerato il padre della moderna classificazione scientifica degli organismi viventi, nella pubblicazione "Species Plantarum" (Sp. Pl. 2: 1051) del 1753.

## Descrizione

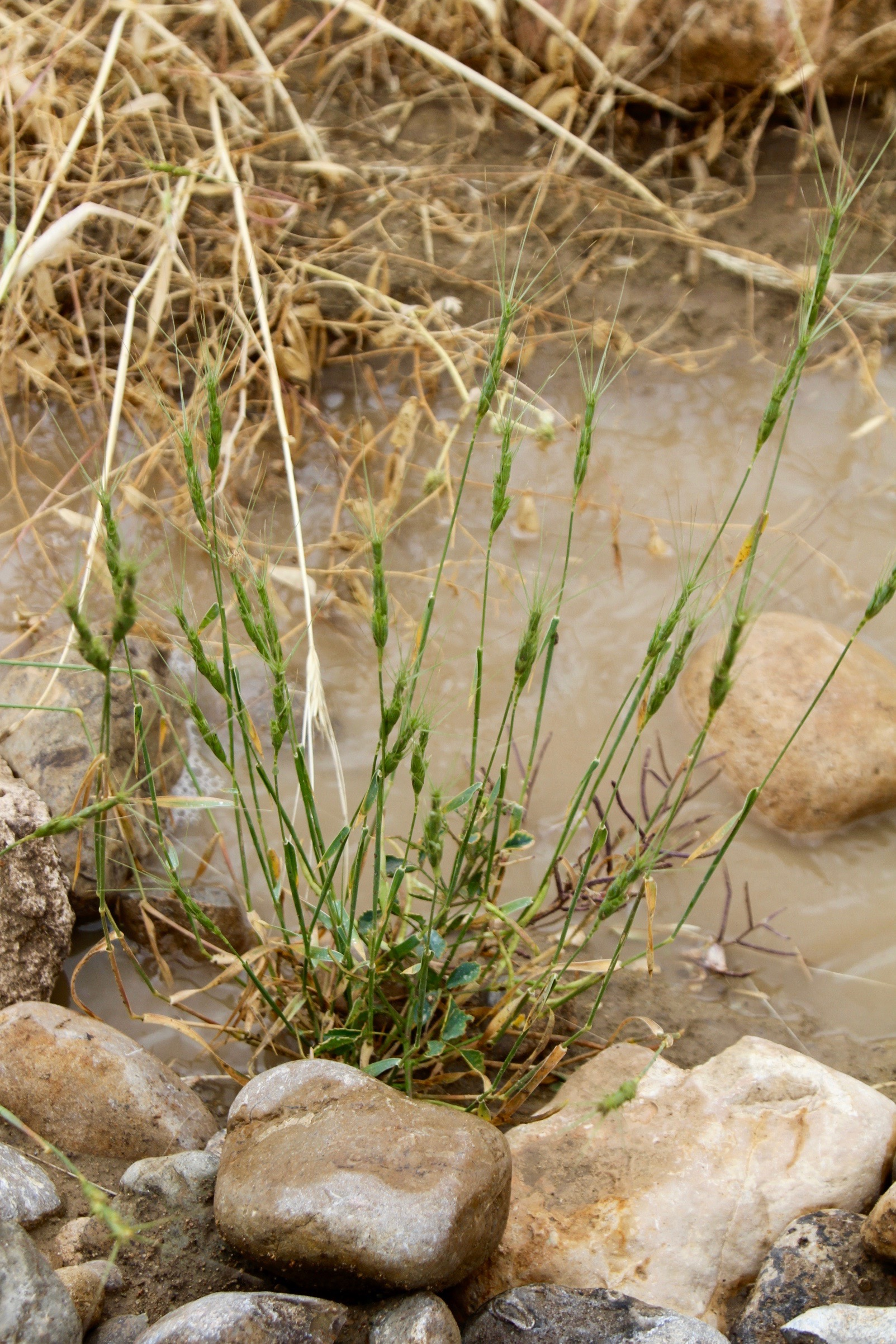
Il portamento

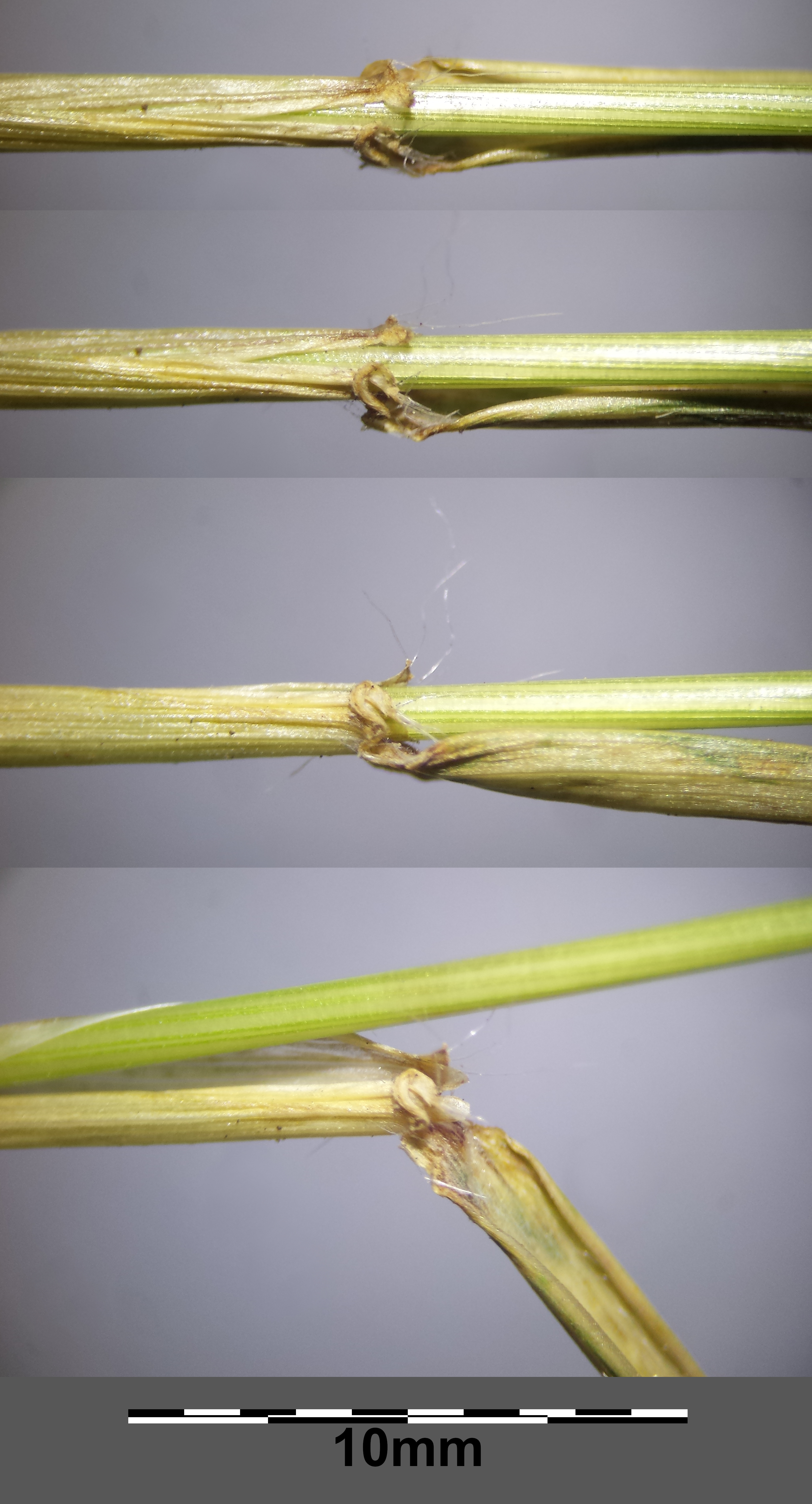
Le foglie

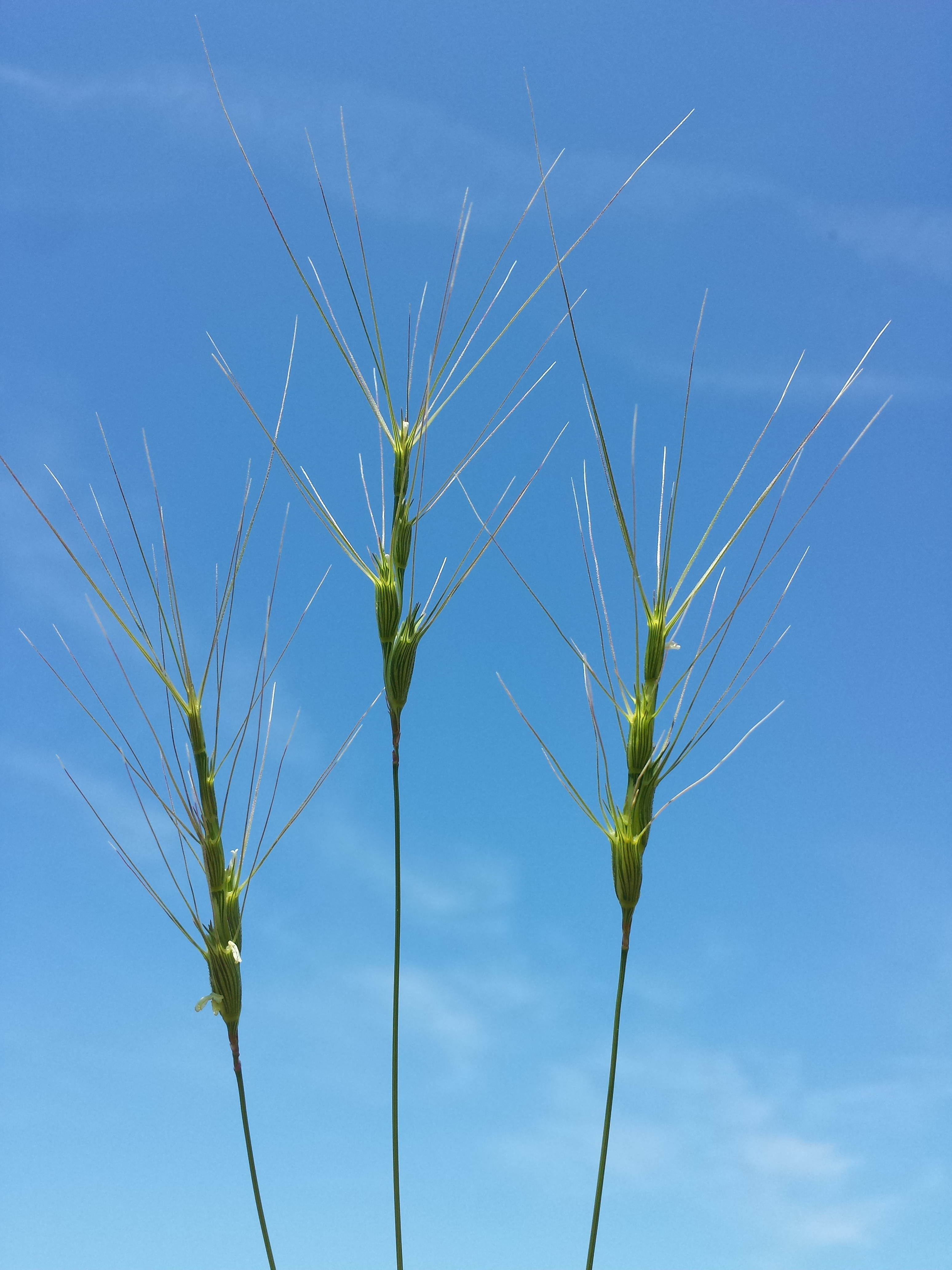
Infiorescenza

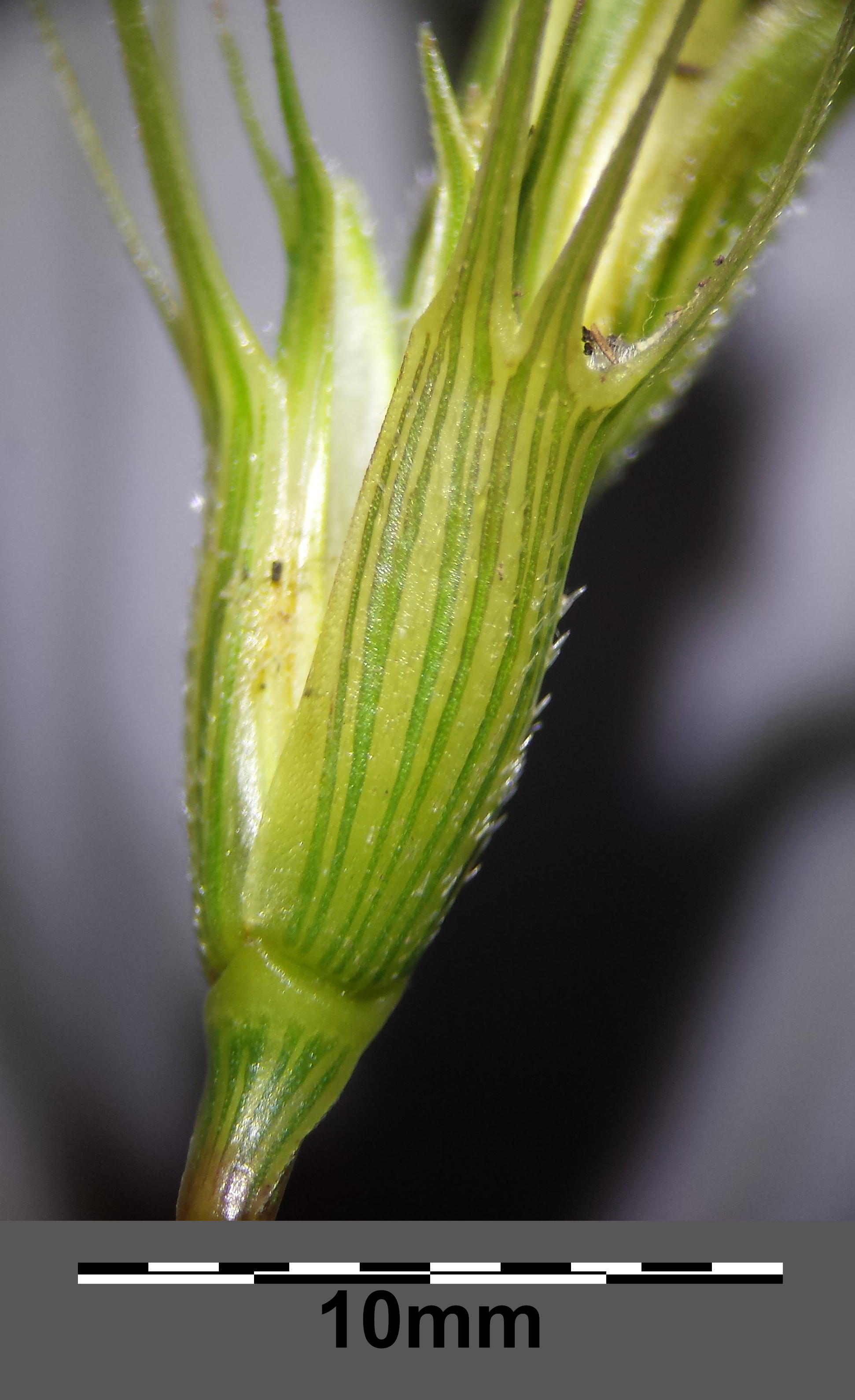
I fiori

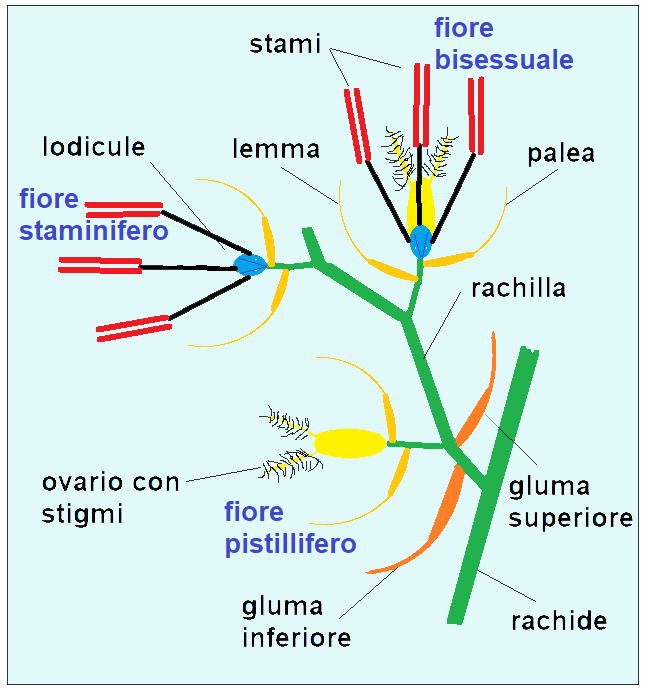
Spighetta generica con tre fiori diversi

Queste piante arrivano ad una altezza di 2 - 5 dm. La forma biologica è terofita scaposa (T scap), ossia in generale sono piante erbacee che differiscono dalle altre forme biologiche poiché, essendo annuali, superano la stagione avversa sotto forma di seme e sono munite di asse fiorale eretto e spesso privo di foglie.

### Radici
Le radici sono più o meno fascicolate.

### Fusto
La parte aerea di queste piante è fascicolata. I culmi possono essere anche molto numerosi con portamento ginocchiato-ascendente o, altre volte, prostrato-diffuso. 

### Foglie
Le foglie lungo il culmo sono disposte in modo alterno, sono distiche e si originano dai vari nodi. Sono composte da una guaina, una ligula e una lamina. Le venature sono parallelinervie. Non sono presenti i pseudopiccioli e, nell'epidermide delle foglia, le papille. 
- Guaina: la guaina è abbracciante il fusto, rigonfia, cigliata e con padiglioni auricolari falcati.
- Ligula: la ligula membranosa, a volte cigliata, è tronca. Lunghezza: 0,5 mm.
- Lamina: la lamina ha delle forme generalmente lineari e piatte con aspetto glauco e superficie più o meno pubescente. Dimensione delle foglie: larghezza 1 – 3 mm; lunghezza 10 cm

### Infiorescenza
Infiorescenza principale (sinfiorescenza o semplicemente spiga): le infiorescenze, ascellari e terminali, in genere non sono ramificate e sono formate da 3 - 5 spighette fertili per nodo con la forma di una pannocchia spiciforme di aspetto cilindrico. Le spighette sono erette e sono subuguali; alla base sono inoltre presenti 2 - 3 spighette vestigiali. La fillotassi dell'inflorescenza inizialmente è a due livelli (o a due ranghi), anche se le successive ramificazioni la fanno apparire a spirale. L'asse dell'infiorescenza è tenace e a maturità non avviene la disarticolazione. Lunghezza dell'infiorescenza: 3 – 6 cm (escluse le reste).

### Spighetta
Infiorescenza secondaria (o spighetta): le spighette, più o meno cilindriche e non rigonfie, a volte sessili, sottese da due brattee distiche e strettamente sovrapposte chiamate glume (inferiore e superiore), sono formate da 2 a 7 fiori. Possono essere presenti dei fiori sterili; in questo caso sono in posizione distale rispetto a quelli fertili. Alla base di ogni fiore sono presenti due brattee: la palea e il lemma. Dimensione delle spighette: larghezza 3,5 mm; lunghezza 9 mm; lunghezza reste 3 cm. La spighetta terminale ha una resta lunga fino a 5 – 6 cm.
- Glume: le glume, con forme ovali, oblunghe o ellittiche, non sono carenate ma con apice bidentato; la consistenza è coriacea; le venature, prominenti, sono da 3 a 11; in genere sono più corte dei fiori. Le glume delle varie spighette sono tutte uguali con 3 (2) reste.
- Palea: la palea è un profillo con alcune venature e margini cigliati; di solito è meno lunga del lemma.
- Lemma: il lemma (carenato o no) a volte è pubescente; l'apice può essere acuminato con 3 denti aristiformi o 3 reste; le venature sono da 7 a 11. Lunghezza del lemma: 9 mm. Lunghezza della resta: 4 – 6 mm.

### Fiore
I fiori fertili sono attinomorfi formati da 3 verticilli: perianzio ridotto, androceo  e gineceo.
- Formula fiorale:[8]

*, P 2, A (1-)3(-6), G (2–3) supero, cariosside.
- Il perianzio è ridotto e formato da due lodicule, delle squame traslucide, poco visibili (forse relitto di un verticillo di 3 sepali). Le lodicule sono membranose e non vascolarizzate; spesso sono cigliate ai margini.
- L'androceo è composto da 3 stami ognuno con un breve filamento libero, una antera sagittata e due teche. Le antere sono basifisse con deiscenza laterale. Il polline è monoporato.
- Il gineceo è composto da 3-(2) carpelli connati formanti un ovario supero. L'ovario, pubescente all'apice, ha un solo loculo con un solo ovulo subapicale (o quasi basale). L'ovulo è anfitropo e semianatropo e tenuinucellato o crassinucellato. Lo stilo, che si origina dal lato abassiale dell'ovario, è breve con due stigmi papillosi e distinti.
- Fioritura: da maggio a giugno.

### Frutti
I frutti sono del tipo cariosside, ossia sono dei piccoli chicchi indeiscenti, con forme da ovate a oblunghe, nei quali il pericarpo è formato da una sottile parete che circonda il singolo seme. In particolare il pericarpo è fuso al seme ed è aderente. L'endocarpo non è indurito e l'ilo è lungo e lineare. L'embrione è lungo 1/3 della lunghezza del frutto ed è provvisto di epiblasto; ha inoltre un solo cotiledone altamente modificato (scutello senza fessura) in posizione laterale. I margini embrionali della foglia non si sovrappongono.

## Biologia
Come gran parte delle Poaceae, le specie di questo genere si riproducono per impollinazione anemogama. Gli stigmi più o meno piumosi sono una caratteristica importante per catturare meglio il polline aereo.
La dispersione dei semi avviene inizialmente a opera del vento (dispersione anemocora) e una volta giunti a terra grazie all'azione di insetti come le formiche (mirmecoria). In particolare i frutti di queste erbe possono sopravvivere al passaggio attraverso le budella dei mammiferi e possono essere trovati a germogliare nello sterco.

## Distribuzione e habitat

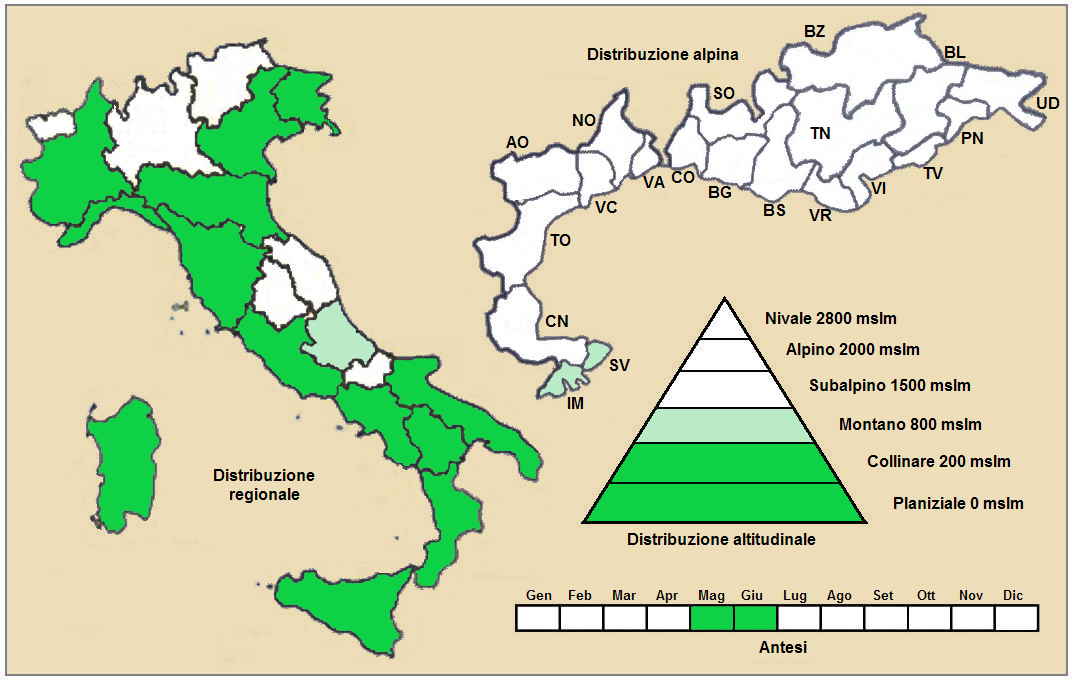
Distribuzione della pianta
(Distribuzione regionale – Distribuzione alpina)

- Geoelemento: il tipo corologico (area di origine) è Euri - Mediterraneo. Nativa dell'Eurasia, in particolare di Levante e Palestina, è stata accidentalmente introdotta in California ai primi del 1900.[19]
- Distribuzione: in Italia è una specie rara ed ha una distribuzione discontinua. Nelle Alpi è poco presente. Fuori dall'Italia, sempre nelle Alpi, questa specie si trova in Francia (alcuni dipartimenti più occidentali). Sugli altri rilievi europei collegati alle Alpi si trova nel Massiccio Centrale, Pirenei e Monti Balcani.[18] Nel resto dell'Europa e dell'areale del Mediterraneo questa specie si trova nell'Europa mediterranea, Transcaucasia, Anatolia, Asia mediterranea e Africa del nord.[20]
- Habitat: gli habitat tipici per questa pianta sono gli incolti erbosi e i pascoli. È considerata una specie infestante. Il substrato preferito è calcareo ma anche siliceo con pH neutro, medi valori nutrizionali del terreno che deve essere arido.[18]
- Distribuzione altitudinale: sui rilievi queste piante si possono trovare fino a 600 m s.l.m.; frequentano quindi i seguenti piani vegetazionali: collinare e in parte quello montano (oltre a quello planiziale – a livello del mare).

### Fitosociologia

#### Areale alpino
Dal punto di vista fitosociologico alpino Aegilops triuncialis appartiene alla seguente comunità vegetale:
- Formazione: delle comunità terofiche pioniere nitrofile
  - Classe: Stellarietea mediae

#### Areale italiano
Per l'areale completo italiano Aegilops triuncialis appartiene alla seguente comunità vegetale:
- Macrotipologia: vegetazione erbacea sinantropica, ruderale e megaforbieti
  - Subclasse: Chenopodio-Stellarienea Rivas Goday, 1956
    - Ordine: Thero-Brometalia (Rivas Goday & Rivas-Martínez ex Esteve 1973) O. Bolòs, 1975
      - Alleanza: Taeniathero-Aegilopion geniculatae Rivas-Martínez & Izco, 1977

Descrizione. L'alleanza Taeniathero-Aegilopion geniculatae è relativa alle comunità nitrofile a ciclo biologico annuale con substrato sia acido che basico. Queste comunità si sviluppano soprattutto nei campi abbandonati e lungo i sentieri e sono principalmente legate a climi mediterranei caratterizzati da estati secche con caratteristiche vicine alla continentalità. La comunità è costituita da specie generalmente di piccola taglia e dominate da graminacee. In Italia questa cenosi è stata rinvenuta prevalentemente al Centro: nel territorio del Parco Naturale della Maremma, nei dintorni delle sorgenti del Fiume Pescara, in Umbria e nel Lazio. Altrove (nel resto dell'Europa) le specie di questo gruppo sono presenti nella Penisola iberica e nella Francia mediterranea.
Specie presenti nell'associazione: Aegilops geniculata, Dasypyrum villosum, Avena barbata, Vulpia ciliata, Trifolium scabrum, Sherardia arvensis, Trifolium stellatum, Medicago orbicularis, Reichardia picroides, Erysimum pseudorhaeticum, Aegilops neglecta, Aegilops ventricosa, Astragalus scorpioides, Scandix australis, Taeniantherum caput-medusae.

## Tassonomia
La famiglia delle Poacee comprende circa 800 generi e oltre 9.000 specie. È una delle famiglie più numerose e più importanti del gruppo delle monocotiledoni. La famiglia è suddivisa in 12 sottofamiglie, il genere Aegilops fa parte della sottofamiglia Pooideae tribù Hordeeae.

### Filogenesi
Il genere della specie di questa voce fa parte della tribù Hordeeae (supertribù Triticodae T.D. Macfarl. & L. Watson, 1982). La supertribù Triticodae comprende tre tribù: Littledaleeae, Bromeae e Hordeeae. All'interno della supertribù, la tribù Hordeeae forma un "gruppo fratello" con la tribù Bromeae.
Il genere Aegilops si presenta con una "evoluzione reticolata" per fenomeni di ibridazione, o per il trasferimento orizzontale di geni ma anche per l’endosimbiosi.
Il numero cromosomico per A. triuncialis è: 2n = 28.

### Sottospecie
Di seguito è indicata una sottospecie di questa voce, non sempre riconosciuta da altre checklist botaniche:
- Aegilops triuncialis subsp. persica (Boiss.) Zhuk., 1928 - Distribuzione: Transcaucasia e Anatolia.

### Sinonimi
Questa entità ha avuto nel tempo diverse nomenclature. L'elenco seguente indica alcuni tra i sinonimi più frequenti:
- Aegilopodes triuncialis (L.) Á.Löve
- Aegilopodes triuncialis subsp. persica (Boiss.) Á.Löve
- Aegilopodes triuncialis subsp. triuncialis
- Aegilops aristata Req. ex Bertol.
- Aegilops buschirica Roshev.
- Aegilops croatica Gand.
- Aegilops echinata C.Presl
- Aegilops elongata Lam.
- Aegilops ovata var. triaristata (Willd.) W.D.J. Koch
- Aegilops ovata var. triaristata (Willd.) Coss. & Durand
- Aegilops ovata var. triaristata (Willd.) H. Lindb.
- Aegilops ovata subsp. triaristata (Willd.) Jáv.
- Aegilops persica Boiss.
- Aegilops squarrosa L.
- Aegilops squarrosa subsp. squarrosa
- Aegilops triaristata Req. ex Bertol.
- Aegilops triuncialis var. albescens Popova
- Aegilops triuncialis var. assyriaca Eig
- Aegilops triuncialis var. breviaristata Hack.
- Aegilops triuncialis f. brunnea (Popova) K.Hammer
- Aegilops triuncialis var. brunnea Popova
- Aegilops triuncialis subsp. caput-medusae Zhuk.
- Aegilops triuncialis var. constantinopolitana Eig
- Aegilops triuncialis subsp. fascicularis Zhuk.
- Aegilops triuncialis f. ferruginea (Popova) K.Hammer
- Aegilops triuncialis var. ferruginea Popova
- Aegilops triuncialis f. flavescens (Popova) K.Hammer
- Aegilops triuncialis var. flavescens Popova
- Aegilops triuncialis var. glabrispica Eig
- Aegilops triuncialis f. hirsuta H.Lindb.
- Aegilops triuncialis var. hirta Zhuk.
- Aegilops triuncialis var. muricata Zhuk.
- Aegilops triuncialis f. nigroalbescens (Popova) K.Hammer
- Aegilops triuncialis var. nigroalbescens Popova
- Aegilops triuncialis var. nigroaristata Flaksb.
- Aegilops triuncialis f. nigroferruginea (Popova) K.Hammer
- Aegilops triuncialis var. nigroferruginea Popova
- Aegilops triuncialis f. nigroflavescens (Popova) K.Hammer
- Aegilops triuncialis var. nigroflavescens Popova
- Aegilops triuncialis f. nigrorubiginosa (Popova) K.Hammer
- Aegilops triuncialis var. nigrorubiginosa Popova
- Aegilops triuncialis subsp. persica (Boiss.) Zhuk.
- Aegilops triuncialis var. persica (Boiss.) Eig
- Aegilops triuncialis var. pubispica Eig
- Aegilops triuncialis f. rubiginosa (Popova) K.Hammer
- Aegilops triuncialis var. rubiginosa Popova
- Aegilops triuncialis f. subglabra H.Lindb.
- Aegilops triuncialis var. triuncialis
- Triticum persicum (Boiss.) Aiton & Hemsl.
- Triticum squarrosum (L.) Raspail
- Triticum triunciale (L.) Raspail
- Triticum trunciale (L.) Raspail